# Gare de Sasebo
La gare de Sasebo (佐世保駅, Sasebo-eki) est une gare ferroviaire de la ville de Sasebo, dans la préfecture de Nagasaki au Japon. Elle est exploitée par les compagnies JR Kyushu et Matsuura Railway.

## Situation ferroviaire
La gare de Sasebo est située à la fin des lignes Sasebo et Nishi-Kyūshū.

## Histoire
La gare a été inaugurée le 20 janvier 1898.

## Service des voyageurs

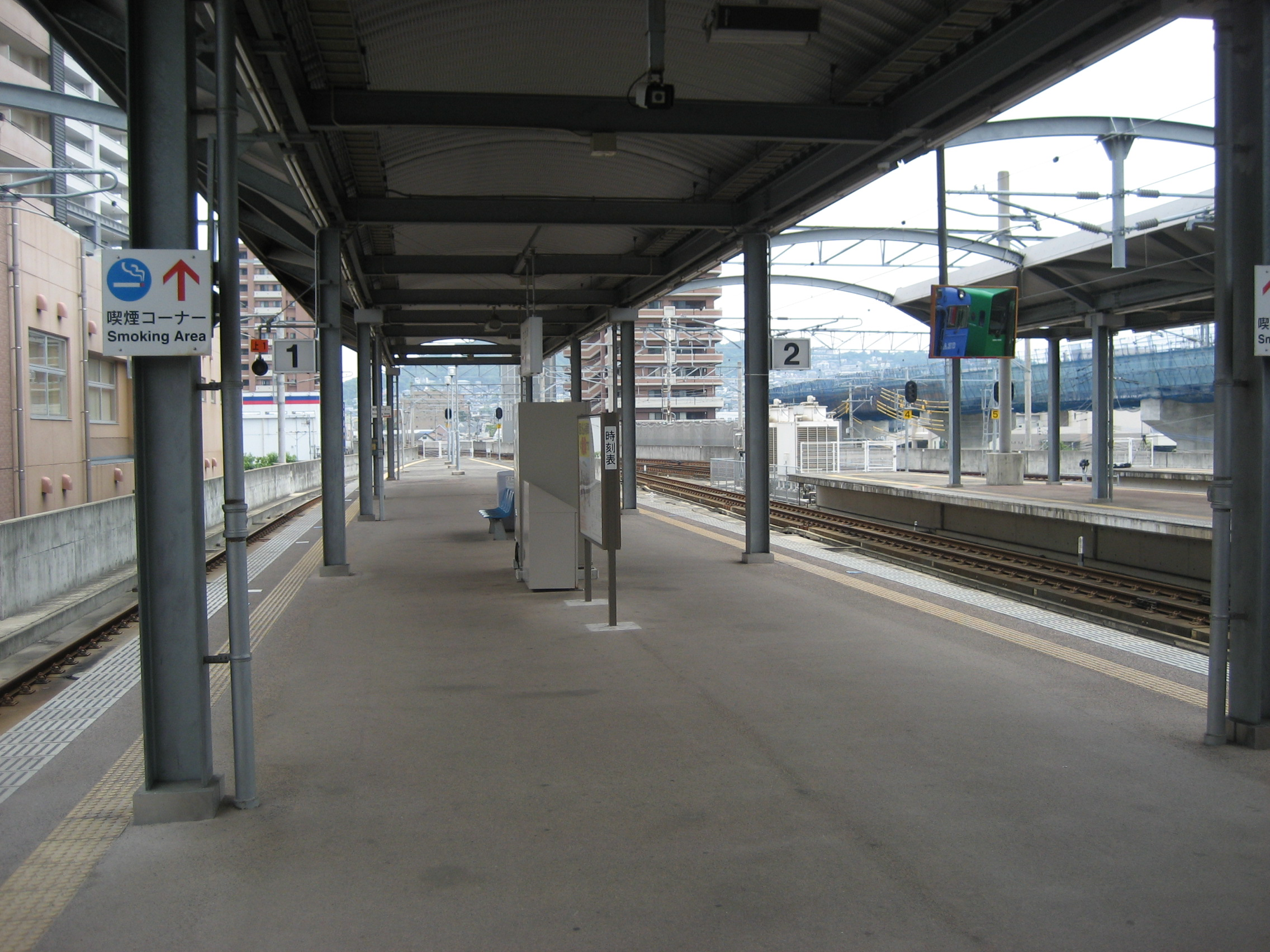
Vue des quais.

### Accueil
La gare dispose d'un bâtiment voyageurs ouvert tous les jours, avec des guichets et des automates pour l'achat de titres de transport.

### Desserte

#### JR Kyushu
- Ligne Sasebo :
  - voies 1, 3, 4 et 5 : direction Haiki, Kōhoku, Tosu et Hakata (trains express Midori)
  - voies 1, 2, 5 et 6 : direction Haiki, Huis Ten Bosch et Nagasaki (par la ligne Ōmura)

#### Matsuura Railway
- Ligne Nishi-Kyūshū :
  - voies 1 et 2 : direction Saza, Tabira-Hiradoguchi, Matsuura et Imari